# Leonid Spirin
Leonid Wasiljewicz Spirin ros. Леонид Васильевич Спирин (ur. 21 czerwca 1932 w Żaworonkach w obwodzie moskiewskim; zm. 23 lutego 1982) – rosyjski lekkoatleta chodziarz startujący w barwach ZSRR, mistrz olimpijski z Melbourne.
Na igrzyskach olimpijskich w 1956 w Melbourne po raz pierwszy rozgrywano chód na 20 kilometrów. Całe podium zostało zajęte przez zawodników radzieckich. Złoty medal zdobył Spirin, srebrny Antanas Mikėnas, a brązowy Bruno Junk.
Na mistrzostwach Europy w 1958 w Sztokholmie Spirin zdobył srebrny medal w chodzie na 20 kilometrów za Brytyjczykiem Stanleyem Vickersem, a przed Szwedem Lennartem Backiem.
Był wicemistrzem akademickich mistrzostw świata (UIE) w chodzie na 20 kilometrów w 1957.
Czterokrotnie ustanawiał rekordy świata: na bieżni dwukrotnie w chodzie na 15 000 metrów (1:05:45,8 7 maja 1957 w Moskwie i 1:05:18,0 24 września 1957 w Dniepropetrowsku) i raz w chodzie na 20 000 metrów (1:28:45,2 13 czerwca 1956 w Kijowie) oraz naa szosie w chodzie na 20 kilometrów (1:27:29 7 lipca 1957 w Moskwie).
Był mistrzem ZSRR w chodzie na 20 kilometrów w 1958, wicemistrzem na tym dystansie w 1956 i brązowym medalistą w 1957.
W 1956 otrzymał tytuł Zasłużonego Mistrza Sportu ZSRR, a w 1957 Order „Znak Honoru”.